# Heliophanoides epigynalis
Espèce
Heliophanoides epigynalis est une espèce d'araignées aranéomorphes de la famille des Salticidae.

## Distribution
Cette espèce est endémique du Bengale-Occidental en Inde,. Elle se rencontre dans district de Darjeeling.

## Description
La carapace de la femelle holotype mesure 1,47 mm de long sur 1,13 mm et l'abdomen 1,81 mm.

## Publication originale
- Prószyński, 1992 : Salticidae (Araneae) of India in the collection of the Hungarian National Natural History Museum in Budapest. Annales zoologici, Warszawa, vol. 44, p. 165-277.